# 154938 Besserman
154938 Besserman este un asteroid din centura principală de asteroizi.

## Descriere
154938 Besserman este un asteroid din centura principală de asteroizi. A fost descoperit pe 4 octombrie 2004 la Observatorul Jarnac din Vail-Jarnac. Asteroidul prezintă o orbită caracterizată de o semiaxă mare de 3,09 ua, o excentricitate de 0,18 și o înclinație de 0,6° în raport cu ecliptica.